# Можно дойти пешком
«Можно дойти пешком» (англ. Walking Distance) — пятый эпизод первого сезона американского телесериала-антологии «Сумеречная зона». Был впервые показан в эфире телеканала CBS 30 октября 1959 года. Режиссёром эпизода выступил Роберт Стивенс, сценарий написан создателем сериала Родом Серлингом.
Эпизод рассказывает о том, как Мартин Слоун, главный герой истории, во время рабочей командировки проезжает мимо города, в котором он провёл детство. У него ломается машина, и пока её чинят, у Слоуна есть день, чтобы прогуляться по городу. Но как только он входит в город, то понимает, что город совсем не изменился и остался точно таким, каким Мартин его запомнил. Гуляя по городу, Мартин встречает самого себя в юном возрасте, а после и своих молодых родителей.
Эпизод поднимает темы смерти, течения времени и жизни в целом. Часто называется одним из лучших эпизодов в сериале и, возможно, во всей карьере Рода Серлинга.

## Сюжет
В начале эпизода голос рассказчика, который принадлежит создателю сериала Роду Серлингу, произносит вступительный монолог:
Мартин Слоун, тридцать шесть лет. Должность: вице-президент рекламного агентства, отвечает за средства массовой информации. Для Мартина Слоуна это не обычная воскресная поездка. Наверное, сейчас он ещё об этом не знает, но это исход. Где-то там, на дороге, он ищет душевного покоя. И где-то там, на дороге, он найдёт кое-что ещё.Оригинальный текст (англ.)Martin Sloan, age thirty-six. Occupation: vice-president, ad agency, in charge of media. This is not just a Sunday drive for Martin Sloan. He perhaps doesn't know it at the time-but it's an exodus. Somewhere up the road he's looking for sanity. And somewhere up the road, he'll find something else.

Летним днём 1959 года рекламщик из Нью-Йорка Мартин Слоун, ехавший на своём автомобиле по сельской местности, останавливается, чтобы починить машину, на заправочной станции в нескольких минутах ходьбы от Хоумвуда, своего родного города. Направившись туда, он видит, что со времени его детства город не изменился. Слоун заходит в аптеку и удивляется, когда узнает, что газировка с мороженым по-прежнему стоят всего 10 центов. Мартин идёт в городской парк, где с удивлением видит себя маленьким мальчиком, вырезающим своё имя на эстраде, точно так, как он это помнит. Мартин подходит к мальчику, в результате чего тот пугается, считая, что попал в беду, и убегает. Следуя за своим юным «я» домой, он встречает своих родителей, какими они были в его детстве, но те не верят, что он их сын. Далее Мартин видит соседа, подростка, который работает над своим новым родстером; вскоре Мартин узнает, что сейчас 1934 год.
Смущённый и обеспокоенный, Мартин бродит по городу и поздно вечером снова оказывается в своём бывшем доме, где опять пытается убедить родителей, кто он такой, показывая удостоверение личности, но получает пощёчину от матери, она не верит ему. Мартин возвращается в парк и застаёт там на карусели себя в юном возрасте. Его приставания снова пугают мальчика, который падает с карусели и повреждает ногу. Одновременно с этим взрослый Мартин испытывает боль в ноге, поскольку последствия травмы распространяются во времени на его взрослое «я». Карусель останавливается, и Мартин пытается сказать своему молодому «я», чтобы он наслаждался своим детством, пока оно у него есть.
После того как одиннадцатилетнего Мартина уносят, к взрослому Мартину, уныло сидящему на карусели, присоединяется его отец, который говорит, что с юным Мартином всё будет в порядке, но он будет хромать. Он также говорит ему, что, увидев деньги с будущими датами и водительские права взрослого Мартина (со сроком действия до 1960 года), лежавшие в бумажнике, который тот обронил в доме во время стычки ранее, он теперь верит его рассказу. Отец говорит сыну, что всему своё время и что вместо того, чтобы оглядываться назад, ему следует смотреть вперёд; каким бы восхитительным и полезным ни было, по его мнению, детство, взрослая жизнь таит в себе свои прелести и награды.
Когда Мартин снова заходит в аптеку, он попадает в 1959 год, где мороженое теперь стоит 35 центов. Он замечает, что теперь хромает из-за травмы, полученной на карусели. Мартин возвращается на заправочную станцию, где берёт свою машину и уезжает.
Эпизод заканчивается закадровым монологом Рода Серлинга:
Мартин Слоун, тридцать шесть лет, вице-президент, отвечающий за средства массовой информации. Добился успеха во многих местах, кроме одного, этого, где большинство людей также пытаются добиться успеха. И возможно, как и у всех людей, придёт миг, — может быть, летней ночью, — когда он оторвётся от своих дел и услышит едва уловимую музыку каллиопы, услышит голоса и смех людей своего прошлого. И возможно, в его сознании возникнет странная, мимолётная мысль, что человек, возможно, не должен взрослеть, но никогда не вырастать из парков и карусели своей юности. И тогда он тоже улыбнётся, потому, что он знает, что это всего лишь странная мысль, просто шёпот воспоминания к действительности не имеющий большого значения, смеющийся призрак пролетевший через ваше сознание, шепчущий, что всё это часть — Сумеречной зоны.
Оригинальный текст (англ.)Martin Sloan, age thirty-six, vice-president in charge of media. Successful in most things, but not in the one effort that all men try at some time in their lives trying to go home again. And also like all men perhaps there'll be an occasionmaybe a summer night sometime-when he'll iook up from what he's doing and listen to the distant music of a calliope, and hear the voices and the laughter of his past. And perhaps across his mind there'llflit a little errant wish, that a man might not have to become old, never outgrow the parks and the merry-go-rounds of his youth. And he'll smile then too because he'll know it is just an errant wish, some wisp of memory not too important really, some laughing ghosts that cross a man's mind-that are a part of the Twilight Zone.

## Команда
| Актёр            | Роль                                |
| ---------------- | ----------------------------------- |
| Гиг Янг          | Мартин Слоун                        |
| Фрэнк Овертон    | Роберт Слоун                        |
| Ирен Тедроу      | миссис Слоун                        |
| Майкл Монтгомери | молодой Марти                       |
| Рон Ховард       | мальчик Уилкокс                     |
| Байрон Фолджер   | Чарли                               |
| Шеридан Комерате | дежурный на автозаправочной станции |
| Джозеф Кори      | продавец газировки                  |
| Базз Мартин      | подросток                           |
| Нэн Питерсон     | женщина в парке                     |
| Пэт О'Мэлли      | мистер Уилсон                       |
| Билл Эрвин       | Уилкокс (в титрах не указан)        |
| Род Серлинг      | рассказчик                          |

- автор сценария — Род Серлинг
- режиссёр — Роберт Стивенс[англ.]
- продюсер — Бак Хотон
- исполнительный продюсер — Род Серлинг
- оператор — Джордж Т. Клеменс[англ.]
- монтаж — Джозеф Глюк
- режиссёр по работе с актёрами — Милли Гуссе
- художественные руководители — Джордж Дэвис[англ.], Уильям Феррари[англ.]
- кинодекораторы — Руди Батлер, Генри Грэйс[англ.]
- помощник режиссёра — Эдвард О. Дено
- производственный менеджер — Ральф В. Нельсон
- отдел звукозаписи — Франклин Милтон[англ.], Джон Г. Валентино
- редактор звуковых эффектов — Ван Аллен Джеймс
- композитор основном темы сериала — Бернард Херрман
- композитор — Франц Ваксман
- художник-постановщик — Герберт Клинн[англ.]
- художник заднего плана во вступительных титрах — Сэм Клайбергер
- режиссёр анимации вступительных титров — Руди Ларрива[англ.]
- художник по эффектам — Джо Мессерли
- производство: Cayuga Productions, CBS Television Network

## Производство

### Сценарий
Род Серлинг неоднократно рассказывал о том, как ему в голову пришла идея этого эпизода. «Часто летом я возвращаюсь в свой родной город, Бингемтон, я прохожу через место под названием „Парк отдыха“, с которым у меня связаны яркие и чудесные воспоминания о детстве. Я думаю, что в каждом из нас есть немного этой горько-сладкой ностальгии по хорошо запомнившемуся времени. Я посмотрел на карусель, теперь уже заброшенную, заросшую сорняками, и у меня возникло горько-сладкое воспоминание о том чудесном времени взросления», — вспоминал он. В интервью для Daily News в 1959 году Серлинг рассказывал, что однажды, прогуливаясь по съёмочной площадке MGM, он заметил поразительное сходство декораций со своим родным городом и ощутил «непреодолимое чувство ностальгии». Ему пришло тогда в голову, что все хотят вернуться к себе домой, но не в свой настоящий дом, а в тот, каким они его помнят из детства. Серлинг вырос в городе Бингемтоне (штат Нью-Йорк), в любящей и заботливой семье среднего класса. На протяжении всей своей юности Серлинг жил в одном доме и общался с одними и теми же друзьями, в зрелом возрасте не стесняясь говорить людям, что он прожил счастливую жизнь. Целью Серлинга в работе над этим эпизодом было исследование его драматической природы. Как он объяснил, «вдумчивость не обязательно предполагает странность».
Первая версия сценария была написана 13 апреля 1959 года, руководство CBS внимательно рассмотрело его. Основное внимание было уделено тому, чтобы съёмочная группа соблюдала обычную осторожность во избежание визуальной идентификации названий коммерческих брендов в декорациях на заправке и в магазине с содовой. Это же касалось и автомата по продаже сигарет за пределами заправки. CBS также потребовала «направить ракурсы камеры так, чтобы скрыть любой обзор искалеченной ноги Мартина Слоуна». Ещё цензуре подверглись два коротких отрывка, произнесённых в диалоге Мартина Слоуна: «…возвращение в утробу матери» и «О, Боже!». Различные исправления в текст вносились ещё 19, 23, 24 и 25 июня. Изначально сценарий данного эпизода значился под номером 6, а сценарием № 5 должен был стать сценарий, написанный Рэем Брэдбери «And There Be Tygers». Согласно отчёту о ходе работы от 9 апреля 1959 года, Брэдбери только планировал написать сценарий, но по какой-то причине этого не сделал, и в итоге сценарий № 6 сменился на № 5. В первой версии сценария вступительное слово Рода Серлинга звучало иначе: «Зеркальное отражение Мартина Слоуна. Возраст — тридцать шесть лет. Профессия — вице-президент рекламного агентства, отвечает за средства массовой информации. Для Мартина Слоуна это не просто воскресная поездка. Возможно, он сам того не подозревает, но это исход. Где-то вверх по дороге он хочет найти здравый смысл. (пауза) И где-то там — он найдет что-то ещё».

### Съёмки
Режиссёром был нанят Роберт Стивенс, по рекомендации руководства CBS, которое было очень довольно работой, проделанной им над пилотным эпизодом «Куда все подевались?»; за съёмки эпизода «Можно дойти пешком» ему заплатили 1250 долларов. Гиг Янг получил главную роль, его гонорар составил 5000 долларов. А Фрэнк Овертон и Ирен Тедроу исполнили роли родителей Мартина. Овертон получил за свою роль 1000 долларов; в то время он работал в театре на Восточном побережье, и проезд первым классом в оба конца до Нью-Йорка ему оплатила студия. Маленький Рон Ховард, в будущем прославившийся как режиссёр и ставший лауреатом премии «Оскар» за лучшую режиссуру и лучший фильм, сыграл небольшую роль соседского ребёнка.
Первые репетиции перед съёмками прошли 23 и 24 июня 1959 года. Съёмки эпизода проходили 25, 26, 29 и 30 июня. В первый день снимались сцены в аптеке и внешний вид парка и павильонов, во второй день сняли общие виды заправочной станции и дороги, а также ночные сцены, а третий день был занят внешними уличными съёмками дома Уилкокса и Слоуна. Дома, построенные в павильоне № 3 студии MGM специально для фильма «Встретимся в Сент-Луисе» (1944), были использованы как декорации города Хоумвуд. У сторонней фирмы была арендована великолепно детализированная карусель, которую установили в задней части парка. Декорации автозаправки позже использовались в эпизоде «Попутчик». Вывеска на заправке в начальной сцене гласила «Станция техобслуживания: Ральф Н. Нельсон». Это был намек на Ральфа У. Нельсона, руководителя съёмок «Сумеречной зоны». Машина, над которой работал механик на заправке, была той же самой, что стояла на обочине улицы в начальных сценах эпизода «Монстры на Кленовой улице». Хотя Гиг Янг сидит в машине во время вступительных слов Серлинга, в кадре, где машина мчится к автозаправке, Янга нет. Был нанят водитель-каскадер (ему заплатили 50 долларов), который вёл арендованный автомобиль по грунтовой дороге. Кто-то, очевидно, повредил подушку сиденья в машине — Cayuga Productions оплатила счёт за ремонт в 10 долларов. Первоначально интерьеры аптеки (как старой, так и новой) планировалось снимать в 25-й студии MGM. Однако из-за ошибки в документах эта студия оказалась занята другой телепрограммой, поэтому за несколько часов до начала съёмок декоратору и его команде пришлось перенести весь реквизит и декорации в студию № 5. Вывески, мебель, зеркала, еда и другой реквизит для обеих аптек обошлись Cayuga Productions в общей сложности в 1800 долларов. Музыка, звучащая из музыкального автомата в аптеке, — это песня Брюса Кэмпбелла «Natural Rock», которая была взята из стоковой музыкальной библиотеки CBS. В эпизоде «От Агнес с любовью», в сцене, где Элвуд возвращается в квартиру Уолтера, эта же музыка звучит из-за двери, когда Милли танцует. Под эту же музыку Флора танцует в квартире в эпизоде «Источник вечной молодости». Внешний вид парка снимался в павильоне на студии № 2 MGM. Стоимость реквизита, включая тележку с мороженым, детскую коляску, воздушные шары и прочее, составила 1050 долларов. На 25 и 26 июня для работы в массовых сценах за 75 долларов был нанят реквизитор. В такую же сумму обошёлся шарманщик с обезьянкой, но не известно, были ли сняты сцены с его участием, поскольку в окончательном монтаже эпизода их нет (однако шарманщик появляется в эпизоде «Мистер Бивис»).
По словам Бака Хотона «с самого начала было ощущение что „Можно дойти пешком“ — это нечто особенное», в этом эпизоде была удачная синергия всех видов искусства, а также был удачный кастинг и режиссура. «Гиг Янг был просто великолепен», декорации, особенно учитывая, что снимался лишь получасовой эпизод для телевидения, тоже были превосходны, исходный материал был замечательный — «это просто красота». Между дублями один из маленьких детей, Майкл Паттерсон, бегая по сцене утром 26 июня, наткнулся на скамейку и повредил ногу. На съёмочную площадку был вызван студийный врач, чтобы осмотреть травму. После наложения повязки врач сказал, что ребёнок в порядке. Общий бюджет эпизода составил 74485,68 долларов.
«Можно дойти пешком» не претендует на звание научной фантастики; «это явное фэнтези», пишет Марк Скотт Зикри. Нигде это разграничение не проявляется так чётко, как при входе Мартина в прошлое. Вместо того чтобы использовать машину времени, Серлинг и Стивенс используют визуальную аллюзию на «Алису в Зазеркалье». В настоящем Мартин едет по грунтовой дороге в сторону своего родного города. Камера переключается на зеркало, в котором мы видим его отражение. Затем камера переходит к отражению Мартина в зеркале аптеки в прошлом, как раз в тот момент, когда он входит в аптеку. Аналогичный приём был использован для возвращения в настоящее: Мартин запрыгивает на крутящуюся карусель, и следующим кадром показывается пластинка, которая крутится в музыкальном автомате в современной версии той же аптеки.

### Музыка
Бернард Херрманн, автор заглавной мелодии сериала, звучащей в начале каждого эпизода, специально для «Можно дойти пешком» написал полноценный саундтрек. Музыка, написанная для данного эпизода, считается одной из лучших музыкальных партий за всю историю сериала. Фрагменты оригинальных композиций Херрманна, написанных для «Куда все подевались?» и «Можно дойти пешком», часто использовались повторно на протяжении всего сериала. Согласно записям Калифорнийского университета, в музыке к этому эпизоду участвовали 10 скрипок, 3 альта, 3 виолончели, 2 баса и 1 арфа.
«Это запоздалое поздравление с признанием того, что это одна из самых прекрасных мелодий, которые мне довелось услышать. Я имею в виду фоновую музыку к эпизоду. Если Вы можете сказать мне, как я могу получить её в записи, чтобы сохранить, я буду Вам очень признателен. Это прекрасная, чувственная и очень вдохновляющая тема. Спасибо Вам за то, что предоставили большой талант для нашего проекта».
Серлинг прослушал черновой вариант саундтрека 17 июля 1959 года и в течение сентября выражал Баку Хотону свои опасения по поводу музыкального сопровождения. По предложению Серлинга, но не без препятствования со стороны Херрманна — в музыкальную партитуру были внесены следующие изменения, чтобы подчеркнуть ключевые сцены эпизода. Музыка в самом начале во вступлении нуждалась в более «поднятом настроении». Херрманн возражал против этого, даже когда Серлинг заявил: «В настоящее время она просто сходит на нет, не предвещая никакого напряжения». Первоначально в сцене, когда продавец аптеки подходит к мистеру Уилсону, чтобы попросить его сделать повторный заказ. По настоянию Серлинга музыка была добавлена, чтобы помочь зрителям ассоциировать странность ситуации. Далее Серлинг настоял на том, чтобы звук каллиопы прозвучал во втором акте, сразу после того, как мать Мартина даёт ему пощёчину, и он оглядывается, услышав что-то впервые. «Мне казалось, что каллиопа — это знаковый звук», — объяснял Серлинг. Ещё одним вмешательством Серлинга была сцена ближе к концу эпизода, когда Мартин вышел из аптеки во второй раз, изначально музыки не было. Серлинг настаивал на том, что музыка, «возможно, отчасти ностальгическая, а отчасти навевающая мысли», передаст не только пафос момента, но и странность всей истории.
«Я знаю, что все эти предложения идут вразрез с твоим мнением, Бако», — писал Серлинг Хотону о работе над музыкой к данному эпизоду, — «и в большинстве наших разногласий я всегда чувствовал, что мы можем достичь компромисса и делали это наиболее успешно. Но в данном конкретном случае я так сильно переживаю за ситуацию с музыкой, что надеюсь, ты предоставишь мне небольшую дополнительную прерогативу и посмотришь, что можно сделать даже в условиях протеста». Хотон отправился к Люду Глускину, главе музыкального отдела CBS, чтобы объяснить ему, что беспокоит Серлинга. Глускин предложил два варианта. Первый заключался в том, чтобы найти подходящие фрагменты музыки среди стоковых композиций для каждой проблемы и затем переозвучить эпизод. Это не соответствовало бы музыкальной структуре Херрманна, стоило бы очень дорого, и Херрманн, вероятно, обиделся бы до такой степени, что не захотел бы больше никогда работать над «Сумеречной зоной». Второй вариант был ещё более дорогостоящим — попросить Бернарда Херрманна переписать музыку в четырёх нужных сценах, для этого пришлось бы вызвать ещё одну оркестровую сессию. Этот второй вариант, по настоянию Серлинга, был реализован, и Херрманн написал новую музыку в соответствии со старой. Чтобы сохранить хорошие отношения с Херрманном, Серлинг 6 октября написал благодарственное письмо. «Написание музыки к „Можно дойти пешком“ стало для меня наиболее стимулирующим и полезным опытом, поскольку ностальгия эпизода наиболее легко поддаётся музыке, а музыка всегда способна общаться наиболее выразительно, когда она берёт на себя эмоциональную роль, а не, как обычно, описательную», — ответил Херрманн. «Очень редко выпадает возможность написать музыку лирического темперамента».

## Критика
В сочетании музыкальной составляющей со сценарием эпизод «Можно дойти пешком» получил высокую оценку многих зрителей. «Мне трудно пробиться сквозь литературную оболочку», — писал Эдмунд Брофи, сценарист радиостанции CBS, — «но в третьем акте „Можно дойти пешком“, в сцене между отцом и сыном, вы добились редкого и пронзительного диалога, столь же близкого к поэзии и истине, как стратосферный полет, который „протянул руку, чтобы коснуться лица Бога“. Оставайтесь такими. И мы останемся с вами».
По мнению Марка Зикри, Серлинг понял, что суровый, жёсткий стиль, присущий эпизодам «Куда все подевались?» и «Одинокий», здесь не подойдёт. Вместо этого он использовал тоскливый, ностальгический стиль. «Тоска по прошлому наполняет этот эпизод, и эта тоска передаётся больше через слова, чем через действия». Нигде так не проявляется владение Серлинга языком. А заключительный монолог Серлинга Зикри назвал «возможно, самым трогательным и прекрасно написанным» из всех эпизодов «Сумеречной зоны». Он также пишет, что «Можно дойти пешком» является примером того, как «сильная музыкальная композиция может помочь драматическому произведению». Бернарда Херрмана, написавшего не только заглавную музыку сериала, но и отдельно саундтрек для данного эпизода, Зикри называет «одним из величайших композиторов музыки для фантастических фильмов». «Его нежная и вызывающая баллада пронизывает весь эпизод», но в то же время не является вездесущей или навязчивой. Зикри приводит в своей книге слова Бака Хотона о работе Бернарда Херрмана над эпизодом: «Когда у вас есть хороший черновой вариант, музыкант делает работу лучше, чем если бы он работал с менее выдающейся картиной. Берни очень сильно реагировал на вещи, которые считал хорошими. Это отличная музыка». Зикри считает, что этот эпизод был самым личным для Серлинга и одним из самых тонко проработанных во всём сериале.
Журнал Variety оценил эпизод как «хорошо написанный и столь же хорошо исполненный», при том, что, по мнению автора рецензии, сценарии Серлинга нуждаются в чём-то большем, нежели его монологи в начале и конце эпизода, иначе это отдаёт «карикатурой на Альфреда Хичкока». В той же рецензии отмечалась динамичная режиссура Роберта Стивенса. Режиссёр Джей Джей Абрамс назвал «Можно дойти пешком» своим любимым эпизодом в «Сумеречной зоне». «Это просто прекрасная история парня, который, став взрослым, хочет вернуться к себе юному и привести себя к осознанию, что такое быть полным жизни, быть молодым и наслаждаться этим». Абрамс также говорит, что данный эпизод является прекрасной демонстрацией «бремени взрослой жизни», а сам сериал — лучшее, что он видел на телевидении за всю свою жизнь.
Писатель и сценарист Джордж Пелеканос тоже назвал данный эпизод своим любимым из всего сериала, сказав, что он произвёл на него «неизгладимое впечатление». Он говорит, что в эпизоде поднимаются такие темы, как «смертность, течение времени», которые питают самые сильные произведения Серлинга. В эпизоде, по мнению Пелеканоса, ставится вопрос, который всегда задаёт хорошее искусство и на который не может ответить: «Зачем мы здесь?» «На мой взгляд, это наиболее полно реализованный сценарий в каноне „Сумеречной зоны“ и высшая точка в выдающейся карьере Серлинга», — пишет автор. Пелеканос похвально отмечает работу всей съёмочной группы, «изящную» работу режиссёра Роберта Стивенса и «элегантную точность» оператора Джорджа Клеменса. В заключении автор рецензии пишет, что данный эпизод «представляет собой вершину совершенства „Сумеречной зоны“ и „золотого века“ телевидения конца 50-х годов».
Жена Рода Серлинга Кэрол в одном из интервью говорила, что эпизод «Можно дойти пешком» был у её мужа одним из любимых. Дон Преснелл назвал данный эпизод одним из лучших за всю историю сериала. Журнал Time поставил «Можно дойти пешком» на 9-ю строчку в своём списке лучших эпизодов «Сумеречной зоны».